# اگنس گیبرن
اگنس گیبرن (انگلیسی: Agnes Giberne؛ ۱۹ نوامبر ۱۸۴۵ – ۲۰ اوت ۱۹۳۹) یک ستاره‌شناس و نویسنده کودکان و جوانان اهل بریتانیا بود. او در سال ۱۸۷۹ میلادی کتابی مصور درباره خورشید، ماه و ستارگان منتشر نمود. فروش این کتاب در اروپا و آمریکا که برای عامه مردم، کودکان و نوجوانان نوشته شده بود، در طول ۲۰ سال پس از انتشارش مجموعاً ۲۴/۰۰۰ نسخه بود.